# Walter Lübcke
Walter Lübcke, född 22 augusti 1953 i Bad Wildungen i Hessen, död 2 juni 2019 i Wolfhagen-Istha i Hessen, var en tysk politiker (CDU). Han var ledamot av Hessens lantdag och från 2009 till sin död regeringspresident i Regierungsbezirk Kassel. Den 2 juni 2019 påträffades Lübcke skjuten till döds utanför sitt hem nära Kassel i förbundslandet Hessen.
I samband med flyktingkrisen 2015 tog Lübcke ställning för en generös migrationspolitik och fick efter detta ta emot många dödshot. Mordet har hyllats i hundratals inlägg på högerextrema konton i sociala medier.